# 24605 Цикалюк
24605 Цикалюк (24605 Tsykalyuk) — астероїд головного поясу, відкритий 8 листопада 1975 року.
Тіссеранів параметр щодо Юпітера — 3,291.